# Valais
Valais / Wallis je kanton smješten na jugu Švicarske s 298.580 stanovnika (2007). Službeni jezici u kantonu su francuski i njemački. Glavni grad kantona je Sion.
Kanton se sastoji od 143 općina.

## Vanjske poveznice
- Službena stranica kantona